# 世界の終わりから
『世界の終わりから』（せかいのおわりから）は、2023年4月7日に公開された日本映画。監督は紀里谷和明、主演は伊東蒼。紀里谷和明の監督引退作。
事故で親を失い、学校でも居場所がない孤独な女子高生・ハナが、終わろうとする世界を救おうと必死に奔走する姿が描かれる。

## キャスト
志門ハナ
演 - 伊東蒼
高校生。事故で親を亡くしている。学校でも居場所が見つけられず、生きる希望を見出せずにいる。
江崎省吾
演 - 毎熊克哉
政府の特別機関に所属し、ハナを支える。
佐伯玲子
演 - 朝比奈彩
江崎の同僚。
ユキ
演 - 増田光桜
物語の鍵を握る少女。
タケル
演 - 若林時英
ハナの友達。片足が不自由。
老婆
演 - 夏木マリ
ハナに予言を預ける。
是枝智史
演 - 高橋克典
政治家。
ソラ
演 - 冨永愛
現代人ではない謎の女。
無限
演 - 北村一輝
戦乱の世を生きた男。
シロ
演 - 阿見201
顔を隠した巨漢。
ラギ
演 - 柴崎楓雅
少年の僧侶。
レイナ
演 - 前田悠雅
ハナに対し執拗に恐喝を働く不良少女。
担任教師
演 - 岩井俊二
ハナの母親
演 - 市川由衣
AIの音声
演 - 又吉直樹

## スタッフ
- 監督・原作・脚本 - 紀里谷和明
- プロデューサー - 三宅はるえ、川端基夫、中林千賀子、紀里谷和明
- エグゼクティブプロデューサー - 紀里谷和明、小林琢磨
- アソシエイトプロデューサー - 金谷徹、山口直、藤田剛
- 撮影 - 神戸千木
- 照明 - 阿部良平
- 録音 - 島田宜之
- 音響効果 - 大塚智子
- プロダクションデザイナー - 赤塚佳仁
- 衣装 - 福士紗也佳
- 衣装デザイン（老婆／小人／ソラ） - 丸山敬太
- ヘアメイク - 小出みさ
- ヘアデザイン（老婆／ソラ） - TAKU
- メイクデザイン（老婆） - SADA
- 装飾 - 坂本朗、下村沙愛
- 編集 - 江橋佑太、紀里谷和明
- 音楽 - 八木信基
- スタントコーディネート - 出口正義
- VFXスーパーバイザー - 渡邉雅志
- 助監督 - 松倉大夏
- キャスティング - 伊藤尚哉
- ラインプロデューサー - 坂上也寸志
- 制作担当 - 竹森昌弘
- 配給 - ナカチカ
- 製作 - KIRIYA PICTURES[4]
- 制作プロダクション - ブースタープロジェクト、ポリゴンマジック[4]

## 受賞歴
2023年度
- 第44回ポルト国際映画祭最優秀作品賞

## 製作

### 背景
本作の元となる企画書は「CASSHERN」制作時に存在していた。ハリウッドに対抗できる映画を日本で作るための対策を考えた時に当時は「日本のアニメを原作にして実写化しよう」として「CASSHERN」を制作したが、本作では真逆の「自分の作家性を前面に押し出そう」とし、製作委員会方式を採用せず、予算会議も行わなかった。
オーディション・交渉の際にキャストに限らず、スタッフとも面談し、紀里谷は「事務所的な行政が僕は大嫌いです。『誰がランクが上だとか下だとか』という事務的な匂いがすることは排しています。実力主義だし、本当にいいものを創りたい」「『日本の映画界は事務所の力が強い』というけど、それに対して何か対策を講じたのですか?」と自身の考えを伝えて、それを了承してくれた人と組んだ。

### 脚本
テーマは「絶望と孤独、希望」「人は世界を愛しているのに、世界は残酷」「『CASSHERN』で問いかけたメッセージへのアンサー」「子供は残酷な部分もあるが、本来はみんな優しい。優しいが故に搾取されてしまう。搾取という意味もわからない子もいる。そういう子たちが現代社会の中でどうなっていくのか」とした。
脚本の叩き台は1ヶ月半で出来上がり、決定稿は「30分・30分・30分・最後は45分」の4部構成となった。
当初は主人公は「勝気な女の子」というキャラクターだったが、「フィクションならいるかもしれないが、実際にはそんな子はいない。僕が『物語を面白くしよう』と思ったから勝気にしていた」と悟り、その途端に本作の主人公である「志門ハナ」が思い浮かび、彼女を追いかける様に脚本を書いたら他のキャラクターが次々と出てきた。紀里谷は「いくら頭の中で考えてもダメ。所詮はキャラクター達に書かされるもの」と振り返っている。
意識的に気を付けていたのは「ハナの背景を掘り下げ過ぎない」「わかりやすくしてしまうとキャラクターを限定してしまう」という思いから、具体的な描写は排除し、多くのキャラクターが脚本に与える影響を考えた。
役者が生理的に言えない台詞があった場合、それは『脚本そのものに欠陥がある』とし、現場で台詞を調整していった。

### 撮影
伊東が当時高校生だったため、彼女の夏休みに合わせて2022年7月～8月の1ヶ月の撮影になった。脚本を読んだ岩井が本作の予算とスケジュールで撮影できるのか不安を抱いたが、撮影が終わった時に岩井は紀里谷に「すごいね、できるものなんだね」と驚きを見せた。

### キャスティング
志門ハナについて、紀里谷は「ものすごく負荷のかかる役どころ。それを背負い切れる演技力が必要。しかも高校生に見えなくてはならない」と思いつつも、それに当たるキャストが見つからなかった。キャスティングのディレクションを務めていた伊藤尚哉が伊東を提案し、映画「さがす」での存在感に圧倒され、すぐにオファーを出した。リハーサルではハナの座り方・喋り方・髪形・服装・立ち居振る舞い等「伊東さんならどうする?」とディスカッションを重ねて伊東の中にキャラクターを入れ込んでいった。
ソラを演じた冨永は紀里谷とは「カメラマンと高校生のモデル」からの長い付き合いだった。冨永の名前が挙がり、紀里谷が冨永に問いかけたところ「是非やりたい」と快諾した。しかし冨永は芝居の経験が多くはなく、お互い不安を抱いたため、後日にオーディションを開いた。オーディションで紀里谷が演技の修正を指示すると冨永は即座に応え、相当練習したのを感じた紀里谷は冨永を正式に採用した。
脚本を書いていた時に、老婆の声は紀里谷の頭の中では自然に夏木を当て書きしていた。夏木に等身大で演じてもらうために、紀里谷は夏木との共通言語として探し当てたのが「音楽」だった。「グルーヴ」「リズム感」等音楽用語を交えながら指示したらスムーズに通った。